# الخط الزمني للحرب الأهلية السورية (2023)
تسردُ هذه المقالة الخطّ الزمني للحرب الأهليّة السوريّة عام 2023.

## يناير

### 1 – 10 يناير
استمرَّت المناوشات التركية الكردية والتركية السورية مع بدايةِ العام الجديد، حيثُ أعلنت مصادر عسكرية في المعارضة السوريّة في الأول من يناير مقتل وجرح عددٍ من عناصر النظام السوري جراء قصفٍ مدفعي تركي طالَ نقاطهم في محيط مطار منغ العسكري شمال حلب، ثم تعرَّض مطار دمشق الدولي في اليوم الموالي لقصفٍ تسبَّب في خروجهِ عن الخدمة لبعض الوقت وذلك بعد قصفٍ إسرائيلي استهدفّ المطار بعد منتصف الليل. تسبَّبَ القصفُ الإسرائيلي في مقتلِ عسكريين اثنين وإصابة اثنين آخرين كما جاء في بيان وكالة سانا الرسميّة. على المستوى السياسي وبعد الأنباء المتزايدة عن التقارب التركي السوري ومحاولة أنقرة تطبيع علاقاتاها مع دمشق، خرجَ وزير الخارجية التركي في مؤتمرٍ صحفيّ نافيًا فيه خبر «تطبيع العلاقات رغمًا عن المعارضة السورية»، لكنّه أضافَ أنه سيجتمعُ مع نظيره السوري في النصف الثاني من هذا الشهر. نشرَ قائد هيئة تحرير الشام، أبو محمد الجولاني كلمة مسجَّلة علَّق فيها على خطوات التقارب التركي مع النظام السوري، حيثُ وصفَ المعركة مع النظام بـ «معركة الحق والباطل» رافضًا أيّ تقاربٍ من هذا النوع، كما دعا من وصفهم بـ «جميع السوريين إلى مواجهة التحديات التي تمر بها الثورة السوريّة». أعلنت المتحدثة الإقليمية باسم الخارجية الأمريكية في نفس السياق أنّ «سياسة الولايات المتحدة لا تُؤيّد ولا تدعمُ التطبيع مع نظام الأسد، بل تدعمُ حلًّا سياسيًا سوريًا للأزمة السورية مبنيًا على القرار 2254».
استقبلَ الرئيس السوري بشار الأسد في الرابع من يناير عبد الله بن زايد وزير الخارجية الإماراتي في العاصمة دمشق، وذلك بعدما أعلنت أبو ظبي عودة علاقاتها معَ سوريا بعد القطيعة عقبَ الانتفاضة الشعبيّة عام 2011.

## فبراير
في 2 فبراير، أعلن وزير الدفاع التركي خلوصي آكار أن وزراء دفاع تركيا وسوريا وروسيا سيعقدون اجتماعًا في موسكو لمحاولة الاتفاق على تقارب وتطبيع العلاقات بين سوريا وتركيا.
في 6 فبراير، وقع زلزال بقوة 9 درجات على طول صدع الأناضول الشرقي على الحدود بين تركيا وسوريا. وخلف الزلزال عشرات الآلاف من القتلى والعديد من الجرحى.

## مارس

### 1 – 10 مارس
استمرَّت المناوشات بين الأطراف الفاعلة في الحرب الأهلية في الارتفاعِ شيئًا فشيئًا، ففي الأول من آذار/مارس قصفت الفصائل العسكرية عبر قذائف الهاون عدّة نقاط كانت تتمركزُ فيها القوات النظاميّة غربَ مدينة حلب. ظلَّت الأوضاعُ على مستوى الميدان هادئة كما هي منذ أسابيع، أما على المستوى السياسي فقد زارَ رئيس هيئة الأركان الأمريكية مارك ميلي وبشكل مفاجئ كما وصفت وسائل إعلام أمريكيّة قوات بلاده في سوريا. عودةً للزلزال المدمِّر الذي ضرب تركيا وسوريا، فقد أعلنَ وزير الداخلية التركي ارتفاع حصيلة وفيات الزلزال في بلاده إلى 45 ألفا و986 شخصًا بينهم 4 آلاف و267 سوريًا وهو ما يُمثّل ما نسبته 9.28 %. كسرَ الجيش السوري هدوء الأيام القليلة الماضيّة حينما قصفَ في الخامس من مارس عبر المدفعيّة الثقيلة محيط قرية معارة النعسان بريف إدلب الشرقي دون حديثٍ عن وقوع خسائر في الأرواح، كما قصفت مساء نفس اليوم محور قرية الواسطة غرب حلب. أغارت إسرائيل في وقتٍ ما من يوم السابع من مارس على موقعٍ يتبعُ الجيش السوري والميليشيات الإيرانيّة المساندة له داخل مطار النيرب العسكري في حلب. شهدت الأيام اللاحقة (من الـ 7 من مارس حتى الـ 10 من نفس الشهر) اشتباكات متفرقة بين فصائل المعارضة والجيش السوري، وتركَّزت الاشتباكات غربي مدينتي حماة وحلب. أثار الرئيس التونسي قيس سعيّد الجدل من جديدٍ حينما استغربَ في تصريحٍ له عدم وجود سفير تونسي بدمشق ونظيره في سوريا كما أكّد رفضه لما سمَّاها «محاولات تقسيم سوريا».

### 11 – 20 مارس
خُرق هدوء الأيام السابقة مجددًا حينما عادت الاشتباكات المتقطّعة والمتفرقة بين فصائل المعارضَة والجيش السوري حيث قصفَ الأخير عبر المدفعية الثقيلة محور قرى جبل الزاوية جنوب إدلب، وردَّت الفصائل العسكرية لاحقًا حينما استهدفت مقرات الجيش النظامي بالصواريخ في بلدة كفر بطيخ شرق مدينة إدلب. أُعلنَ في الثالث عشر من مارس عن مقتل رائدٍ في القوات المسلحة السوريّة وتحديدًا الدفاع الجوي متأثرًا بجراحه التي كان قد أُصيبَ بها خلال الغارة الجوية الإسرائيلية التي استهدفت موقع البحوث العلمية في ريف طرطوس قبل أيّام.